# Deficiência auditiva
Deficiência auditiva se caracteriza como a perda parcial ou total da capacidade de ouvir e tende a se manifestar em graus, sendo eles: leve, moderado e severo. Os graus da perda auditiva fazem referência a redução da sensibilidade ou da discriminação auditiva do indivíduo.
É a alteração sensorial mais frequente da humanidade, afetando pessoas de todas as idades, em todos os segmentos da população e níveis socioeconômicos.  A deficiência auditiva pode ter como causa doenças genéticas ou doenças adquiridas e fatores ambientais. Exemplos dessas causas são: genética ou hereditariedade, envelhecimento (presbiacusia), exposição a ruído (perda auditiva induzida pelo ruído – PAIR), infecções (as do complexo TORCH), complicações perinatais, traumas físicos, medicamentos e agentes ototóxicos. As perdas auditivas de etiologia (origem) genética, em sua maior parte, são de grau severo e profundo, enquanto que a maioria das perdas de causa ambiental são de grau leve e moderado.
Cerca 466 milhões de pessoas sofrem de perda auditiva com marcas de invalidez no mundo e deste total, 34 milhões são crianças. Mas segundo a Organização Mundial da Saúde (OMS), este quadro pode piorar até 2050, quando mais de 900 milhões de pessoas deverão registrar perda de audição nesse mesmo nível. No Brasil, existe cerca de 10,7 milhões de pessoas com deficiência auditiva, de acordo com um estudo feito em 2019 pelo Instituto Locomotiva e a Semana da Acessibilidade Surda. Em países desenvolvidos, existe predomínio das causas genéticas de perda auditiva, já nos países em subdesenvolvimento e em desenvolvimento as causas adquiridas são mais predominantes.
Dentre todas as privações sensoriais, a perda auditiva é a que produz o maior impacto no processo da comunicação. As consequências negativas das perdas auditivas não estão limitadas apenas à perda na audição, mas também limitação e restrição de participação em atividades de situação de vida diária. Por exemplo, crianças com deficiência auditiva, congênita ou adquirida, podem apresentar dificuldades com a aquisição e desenvolvimento da linguagem oral caso não ocorra o processo de intervenção e reabilitação auditiva. Através da intervenção precoce e da reabilitação, têm-se como objetivo minimizar as dificuldades de aquisição promovendo o desenvolvimento da linguagem oral por meio da audição.

## Entendendo a deficiência auditiva
A audição é possível pela integridade do sistema auditivo, que capta os sons do ambiente, conduzindo-os por todas as estruturas da orelha até que o estímulo sonoro seja percebido e interpretado no córtex cerebral.
Qualquer distúrbio que aconteça entre as etapas do processo normal de audição, provocará uma alteração auditiva, que é definida como deficiência auditiva. Independente de suas causas, tipo ou severidade, as alterações auditivas devem ser evitadas em qualquer fase da vida do ser humano.
A deficiência auditiva também pode ser entendida como uma diminuição na capacidade de ouvir, interferindo na audibilidade dos sons em intensidades sonoras adequadas, que são percebidos por pessoas com audição funcional.
Em razão da deficiência existente, ocorrerão interferências no desenvolvimento das pessoas que a possuem. É preciso que haja uma estimulação das vias auditivas para que a aquisição e desenvolvimento da linguagem aconteçam. Quanto mais tardia for essa estimulação, menos eficiente será a habilidade de linguagem.
Dependendo do momento em que a deficiência surge, ela pode ser considerada como congênita, pois a pessoa nasceu com a deficiência, ou adquirida, em que a deficiência se instalou no decorrer da vida. Na literatura acadêmica pode ser encontrada com os seguintes termos: deficiência auditiva pré-lingual e pós-lingual.

## Causas
As causas de deficiência auditiva são as mais variadas. Para determinar o momento em que ocorreram, costumam ser divididas em: pré-natais, se ocorrem antes do nascimento; perinatais, no momento do nascimento; e pós-natais, quando a deficiência se dá durante o desenvolvimento da criança, adolescente ou adulto.

### Causas pré-natais
Genética - Os fatores genéticos são muito importantes, pois casos de deficiência auditiva na família podem ser transmitidos de geração para geração. Além disso, uniões consanguíneas são um fator de risco para a deficiência auditiva. Algumas síndromes genéticas cursam com a deficiência auditiva como a síndrome de Waardenburg, síndrome de Pendred, síndrome de Usher, Síndrome de Down , Síndrome de Edwards, Síndrome de Crouzon, Síndrome de Treacher Collins, Síndrome de Klippel-Feil, Síndrome de Fraser, Síndrome de Pendred, Síndrome brânquio-otorrenal, Mucopolissacaridose, Neurofibromatose tipo 2, entre outras.
Doenças - Algumas doenças contraídas durante a gestação como a rubéola, sífilis, toxoplasmose, citomegalovírus e herpes, se não tratadas adequadamente afetarão o desenvolvimento do feto, provocando a deficiência auditiva.
Medicamentos e drogas – O uso pela mãe de alguns medicamentos que afetam o sistema auditivo, como a talidomida, e drogas que atingem o sistema nervoso central, são prejudiciais e de grande risco para o surgimento da deficiência auditiva.

### Causas perinatais
Durante o nascimento, assim como outros traumas que aconteçam no parto, o uso do fórceps pode lesionar o cérebro da criança provocando (além de outras alterações) a deficiência auditiva. Também pode faltar oxigênio para a criança, ou haver uma diminuição dele, causando um quadro de anóxia ou hipóxia, respectivamente.

### Causas pós-natais

#### Infecções
Infecções que surgem após o nascimento na orelha externa ou média, causam distúrbios na audição, como as otites muito comuns nos bebês. Doenças como meningite e caxumba ocasionam diversos problemas na criança ou adulto, deixando sequelas variadas que dependem do quadro clínico individual.

#### Ruído
O ruído em excesso e em intensidades muito fortes são fatores que acompanham a sociedade na atualidade. Seja no ambiente de trabalho, em festas ou nos fones de ouvido, o som alto lesa as células ciliadas do órgão de Corti e reduzem a capacidade de ouvir. O uso de equipamento de proteção individual (EPI) no trabalho e de protetores auriculares em ambientes ruidosos podem diminuir as chances de adquirir deficiência auditiva.

#### Idade
O envelhecimento é parte natural do desenvolvimento. Os idosos são a parcela populacional com a maior incidência de deficiência auditiva, ocorrendo em um terço da população segundo a Organização Mundial da Saúde (OMS).³ A deficiência auditiva provocada pelo avanço da idade é chamada de presbiacusia.

#### Fármacos
Os fármacos podem provocar ototoxicoses, que são afecções provocadas por medicamentos de forma iatrogênica levando ao comprometimento da função auditiva e/ou do sistema vestibular.

## Classificações
A avaliação audiológica tem como objetivo principal determinar a integridade do sistema auditivo, além de identificar tipo, grau e configuração da perda auditiva em cada orelha. Antes que se realize avaliação, é necessário que se faça a Inspeção do meato acústico externo e anamnese ou entrevista. Nos resultados dos testes audiológicos, as deficiências auditivas devem ser classificadas quanto ao tipo, grau, configuração e lateralidade.

Orelha humana (região verde - orelha externa, região vermelha - orelha média e região roxa orelha interna).

### Tipo
A classificação do tipo da perda auditiva  tem como objetivo realizar o topodiagnóstico da lesão. Assim, dependendo do local da lesão no sistema auditivo as deficiências auditivas serão classificadas em tipos específicos.
Em casos de perda auditiva condutiva, a alteração se encontra na orelha externa e/ou média, como por exemplo, rolhas de cera no canal auditivo ou otite na cavidade timpânica. Dessa forma, existe um problema durante a condução do som, não permitindo que ele chegue normalmente até a cóclea. As deficiências auditivas condutivas podem ser reversíveis se forem realizados tratamentos medicamentosos ou cirúrgicos precoces e apropriados.
Em casos de perda auditiva neurossensorial, o acometimento está no nível sensorial e/ou neural do sistema auditivo, ou seja, acontecem desde lesões nas células ciliadas do órgão de Corti da orelha interna, responsáveis por converter as vibrações sonoras em estímulos nervosos, ou em fibras no nervo auditivo, que conduzirão os estímulos nervosos até o córtex cerebral. Geralmente, estas deficiências são irreversíveis
Mista – como o próprio nome já diz, as alterações se encontram tanto na orelha externa e/ou média quanto na orelha interna. Reúnem tudo o que foi dito anteriormente, assim como podem ocorrer devido a malformações cranianas devido a fatores genéticos, que acometem os ossículos da orelha média (martelo, bigorna e estribo) e a cóclea.
Central – quando as alterações se encontram a partir do tronco encefálico até as regiões subcorticais e córtex cerebral, as deficiências auditivas são classificadas como centrais. São totalmente irreversíveis.
Classificação do tipo de perda auditiva (Silman e Silverman, 1997)
| Tipo de perda                 | Caracteristicas |
| ----------------------------- | --- |
| Perda auditiva condutiva      | Limiares de via óssea menores ou iguais a 15 dB NA e limiares de via aérea maiores que 25 dB NA, com gap aéreo-ósseo maior ou igual a 15 dB |
| Perda auditiva sensorioneural | Limiares de via óssea maiores do que 15 dB NA e limiares de via aérea maiores que 25 dB NA, com gap aéreo-ósseo de até 10 dB                |
| Perda auditiva mista          | Limiares de via óssea maiores do que 15 dB NA e limiares de via aérea maiores que 25 dB NA, com gap aéreo-ósseo maior ou igual a 15 dB      |

### Grau
Outra forma de classificação é quanto ao grau de comprometimento. O grau da deficiência auditiva leva em consideração os limiares tonais, que são definidos como a menor intensidade de som que o indivíduo conseguiu detectar 50% dos estímulos apresentados. Os limiares são obtidos através da audiometria tonal liminar, um exame em que são feitas várias mensurações de intensidade sonora em relação a diferentes frequências. Os autores classificam os graus de deficiência auditiva de diferentes maneiras, alguns classificam com base nos limiares auditivos das  frequências de 500, 1000 e 2000 Hz, outros porém, tomam por base as frequências de 500, 1000, 2000 e 4000 Hz, por exemplo, além de considerarem variações para crianças e adultos. A escolha da classificação fica a critério do profissional.
Classificação da Organização Mundial da Saúde (OMS, 2014) para crianças:
| Denominação                   | Característica                |
| ----------------------------- | ----------------------------- |
| Sem deficiência auditiva      | limiar tonal até 15 dB        |
| Deficiência auditiva leve     | limiar tonal entre 16 e 30 dB |
| Deficiência auditiva moderada | limiar tonal entre 31 e 60 dB |
| Deficiência auditiva severa   | limiar tonal entre 61 e 90 dB |
| Deficiência auditiva profunda | limiar tonal acima de 91 dB   |

Crianças sem deficiência auditiva não apresentam nenhuma ou então apresentam pequena dificuldade de ouvir, são capazes até de ouvir cochichos. Já as crianças com perdas auditivas leves são capazes de ouvir e repetir palavras em volume normal a um metro de distância. Entretanto, as crianças que possuem perdas de grau moderado serão capazes de ouvir e repetir palavras em volume elevado a um metro de distância. A perdas auditivas de grau severo já acarretarão na capacidade de apenas ouvir palavras em voz gritada próximo à melhor orelha. Por fim, crianças com perda profunda serão incapazes de ouvir e entender mesmo em voz gritada na melhor orelha.
Classificação de grau da perda auditiva (Organização Mundial da Saúde 2020) para adultos:
| Graus de perda auditiva         | Média entre as frequências de 500 Hz, 1 kHz, 2 kHz e 4 kHz |
| ------------------------------- | ---------------------------------------------------------- |
| Audição normal                  | < 20 dB                                                    |
| Leve                            | 20 < 35 dB                                                 |
| Moderado                        | 35 < 50 dB                                                 |
| Moderadamente severo            | 50 < 65 dB                                                 |
| Severo                          | 65 < 80 dB                                                 |
| Profundo                        | 80 < 95 dB                                                 |
| Perda Auditiva completa / surdo | >95dB                                                      |

Indivíduos com audição normal não apresentam nenhum problema em ouvir sons, diferentemente dos indivíduos com perda auditiva. Os pacientes com perda auditiva de grau leve já podem apresentar dificuldade em ouvir o que é falado em locais ruídos. A perda auditiva de grau moderado pode levar a dificuldades em ouvir conversas particularmente em lugares com ruidosos, enquanto que a perda auditiva de grau moderadamente severo acarretará em dificuldade de participar de uma conversa especialmente em locais ruidosos, mas possibilita ouvir sem dificuldade se falarem com a voz mais alta. Sujeitos com perda de grau severo não ouvem a maioria das conversas, podem ter dificuldade em ouvir sons elevadas e dificuldade extrema para ouvir em lugares ruidosos, além de fazer parte de uma conversa. Já aqueles com perdas de  grau profundo apresentam dificuldade extrema em ouvir voz em forte intensidade. E por fim, indivíduos com perda auditiva completa/ surdo não consegue escutar nenhuma conversa e a maioria dos sons ambientais.

### Lateralidade
Ainda pode-se classificar a deficiência auditiva se acometer somente uma orelha ou ambas, sendo denominada de unilateral ou bilateral respectivamente.

### Configuração audiométrica
A deficiência auditiva ainda pode ser classificada levando em consideração os limiares auditivos de via aérea de cada orelha.
| Tipo de configuração | Características                                                                                                  |
| -------------------- | --- |
| Horizontal           | Limiares alternando melhora ou piora de 5 dB em todas as frequências                                             |
| Ascendente           | Melhora igual ou maior que 5 dB em direção às frequências altas.                                                 |
| Descendente leve     | Piora entre 5 a 10 dB em direção às frequências altas                                                            |
| Descendete acentuada | Piora entre 15 a 20 dB em direção às frequências altas                                                           |
| Descendente em rampa | Curva horizontal ou descendente leve com piora ≥ 25 dB em direção às frequências altas                           |
| Em U                 | Limiares das frequências extremas melhores que as frequências médias com diferença ≥ 20 dB                       |
| Em U invertido       | Limiares das frequências extremas piores que as frequências médias com diferença ≥ 20 dB                         |
| Em entalhe           | Curva horizontal com descendência acentuada em uma frequência isolada, com recuperação na frequência subsequente |

### Simetria
A simetria é outra maneira de classificação das deficiências auditivas, agora relacionadas à curva audiométrica, podendo ser classificadas em simétricas e assimétricas. As perdas são consideradas simétricas quando as orelhas possuem mesmo grau e mesma configuração audiométrica. Já as perdas assimétricas ocorrem quando cada orelha possui grau e configuração diferente. Outra maneira de interpretação da perda assimétrica, por meio do audiograma, quando houver diferença interaural ≥ que 15 dB NA em pelo menos duas frequências contínuas entre as orelhas direita e esquerda.

## Consequências
O desenvolvimento das funções biológicas dos seres humanos possuem períodos cruciais para ocorrerem e a linguagem é uma delas. A privação provocada pela deficiência auditiva em uma criança causará repercussões no desenvolvimento da linguagem e da fala, nunca atingindo por completo o seu melhor potencial. Isso fica mais claro no momento em que se pensa que o bebê com deficiência auditiva não está recebendo as informações sonoras do ambiente, como a fala de seus pais ou cuidadores, de maneira adequada.
É preciso levar em consideração a individualidade de cada um, pois apesar da deficiência auditiva, as características também pesarão no desenvolvimento da criança. Ideia semelhante é com relação ao desenvolvimento escolar, com algumas crianças possuindo mais facilidade em matemática e outras em português. Ou seja, duas crianças podem ter o mesmo tipo e grau de deficiência auditiva, mas demonstrarão comportamentos diferentes, devido à suas individualidades e particularidades.
Desse modo, é preciso realizar o tratamento o mais precoce possível, pois a audição promoverá a linguagem e a fala. Primeiro ouve-se e entende-se o que é dito, para depois começar a falar. As alterações esperadas de acordo com o grau da deficiência auditiva, de modo didático, são:
- Deficiência leve: não ocorrem efeitos significativos nesses casos, com o desenvolvimento global dando-se quase que igual a uma criança sem deficiência auditiva, mas é necessário o acompanhamento especializado de profissionais da saúde, para que seja certificado que a deficiência não progrida.

- Deficiência moderada: pode afetar e atrasar o desenvolvimento da fala e da linguagem, mas não impedirá que a criança fale. Caso haja intervenção precoce com o uso do aparelho de amplificação sonora individual e o processo terapêutico em conjunto, o desenvolvimento ocorrerá quase que normalmente.

- Deficiência severa: nesses casos, pode haver um impedimento para o desenvolvimento da fala e da linguagem, mas caso seja feita uma intervenção com o uso do aparelho, uma boa terapia fonoaudiológica e esforço contínuo dos pais/cuidadores e da criança, as informações sonoras serão utilizadas para o desenvolvimento da fala, linguagem e aprendizado.

- Deficiência profunda: caso não ocorra intervenção, dificilmente a fala e a linguagem se desenvolverão. Por ser um caso mais complexo, o uso do aparelho e a realização de terapias fonoaudiológicas intensas podem ajudar no desenvolvimento da fala e da linguagem, porém, provavelmente, ocorrerá de forma mais lenta e com mais dificuldade. Mesmo assim, deve-se considerar as características individuais, pois os resultados podem variar muito dependendo de cada indivíduo== Cognição e intervenção ==

Grande parte da população mundial está caminhando para o envelhecimento. Esse processo traz consigo uma série de implicações, começando pelo envelhecimento das células existentes no corpo humano principalmente as da audição.
Não é fácil passar por esse processo sem pensar nos danos e nas intercorrências que podem acarretar na  saúde do idoso, podendo afetar a sua vida como um todo, englobando os aspectos físico, emocional e social .Quando pensamos nesses aspectos estamos falando de graves complicações para o bem-estar da pessoa em  idade mais avançada como o diabetes, problemas cardíacos, hipertensão, visão, habilidades motoras grossa e fina , perda de audição, isolamento social ,doenças mentais, entre outros.

Pesquisas nos mostram que além dos fatores relacionados a vida afetiva, a perda de audição e a demência são apontadas como fatores relevantes para o declínio da vida do idoso, principalmente aqueles relacionados a cognição.

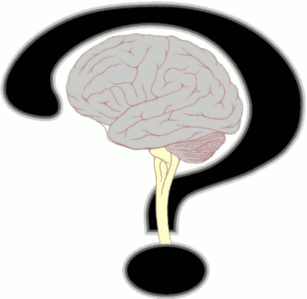
Cognição

A cognição é compreendida como a capacidade em processar informações e transformá-las em conhecimento, tomando consciência de si e de suas habilidades mentais e/ ou cerebrais como a percepção, linguagem (compreensão e fluência verbal), atenção, associação, imaginação, juízo, raciocínio, memória, tomadas de decisões, solução de problemas e formação de estruturas complexas do conhecimento.
Cuidados relacionados a saúde são necessários para que com a chegada da velhice os idosos possam ter qualidade de vida e o mínimo de intercorrências que possam limitar as suas habilidades . O apoio da família para ajudar a melhorar a autoestima e o suporte de uma equipe interdisciplinar, são fundamentais para diagnosticar e orientar quanto aos cuidados que serão necessários para que desfrutem de uma vida o mais próximo possível dentro da normalidade.

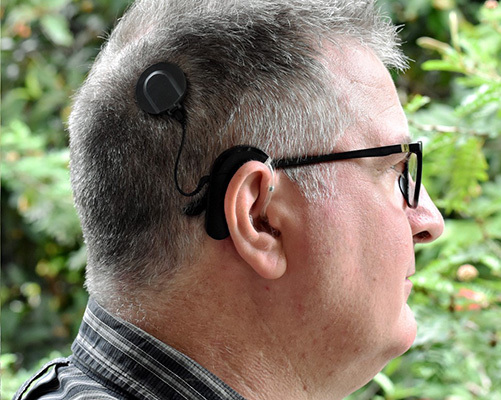
Imagem de uma pessoa usando Implante Coclear

Após o diagnóstico do médico otorrinolaringologista e do fonoaudiólogo, serão discutidos qual será o aparelho auditivo indicado para o seu tipo de perda auditiva, se a perda é unilateral ou bilateral e se há alguma comorbidade associada .  Nestes casos poderá ser indicado o uso de aparelho de amplificação sonora individual (AASI), o implante coclear (IC) ou outros dispositivos que atendam à necessidade do usuário . Após a adaptação dos dispositivos deve-se iniciar o processo de reabilitação auditiva para que a adaptação aconteça com o mínimo de desconforto e de forma gradativa para que o cérebro se adapte aos “novos” estímulos recebidos .
Adaptar-se ao uso desses dispositivos é de extrema importância para a qualidade de vida dos idosos, uma vez que além do benefício referente a compreensão de fala,  eles irão proporcionar a recuperação da auto estima e consequentemente a retomada do convívio social.

## Diagnóstico
Ainda na maternidade, o bebê é submetido à triagem auditiva neonatal universal (TANU), conhecida como Teste da Orelhinha, que é o principal meio de detectar  precocemente perdas auditivas através de emissões otoacústicas evocadas. O procedimento deve ser rápido, simples e deve selecionar aqueles com maior probabilidade de uma alteração. Em caso de indivíduos com perda, essa deve ser a primeira etapa de um programa de saúde auditiva neonatal, seguida de atendimento multidisciplinar para diagnóstico e inicio dos processos de intervenção, com uso de amplificação sonora e reabilitação. Desde 2010, a Lei Nº 12.303 determina que em todos os hospitais e maternidades é obrigatória a realização gratuita do exame, assim como nas crianças que nasceram em suas residências.
Outros exames realizados, além das emissões otoacústicas evocadas, são a audiometria tonal liminar, imitânciometria e a pesquisa dos potenciais evocados auditivos de tronco encefálico (PEATE ou BERA na sigla em inglês). A audiometria é uma avaliação audiológica que depende da resposta da pessoa, portanto é um teste subjetivo, e aonde serão definidos os seus limiares tonais. A imitânciometria é utilizada para verificar a integridade do sistema timpanossicular, formado pelo tímpano e os ossículos da orelha média. No PEATE a avaliação ocorre pela medição das respostas elétricas que ocorrem no tronco encefálico, quando um som é apresentado na orelha e percorre o sistema auditivo.
Todos os exames são pedidos por um médico, que os escolherá de acordo com o que se deseja saber. O fonoaudiólogo é o profissional que os realizará e dará o laudo audiológico. Com os resultados em mãos, o médico fornecerá o diagnóstico, baseado também em outros exames que julgar necessários, como exames de sangue ou de imagens. A entrevista com os pais da criança ou com o próprio indivíduo adulto é indispensável tanto para o médico quanto para o fonoaudiólogo.

## Adaptação de próteses auditivas
A deficiência auditiva foi considerada como uma doença severamente incapacitante por muitos séculos. Atualmente, porém, em quase todos os casos de perda auditiva, há como melhorar substancialmente a qualidade de vida do indivíduo, seja por meio de tratamento clínico, cirúrgico, uso de próteses auditivas ou implantes cocleares

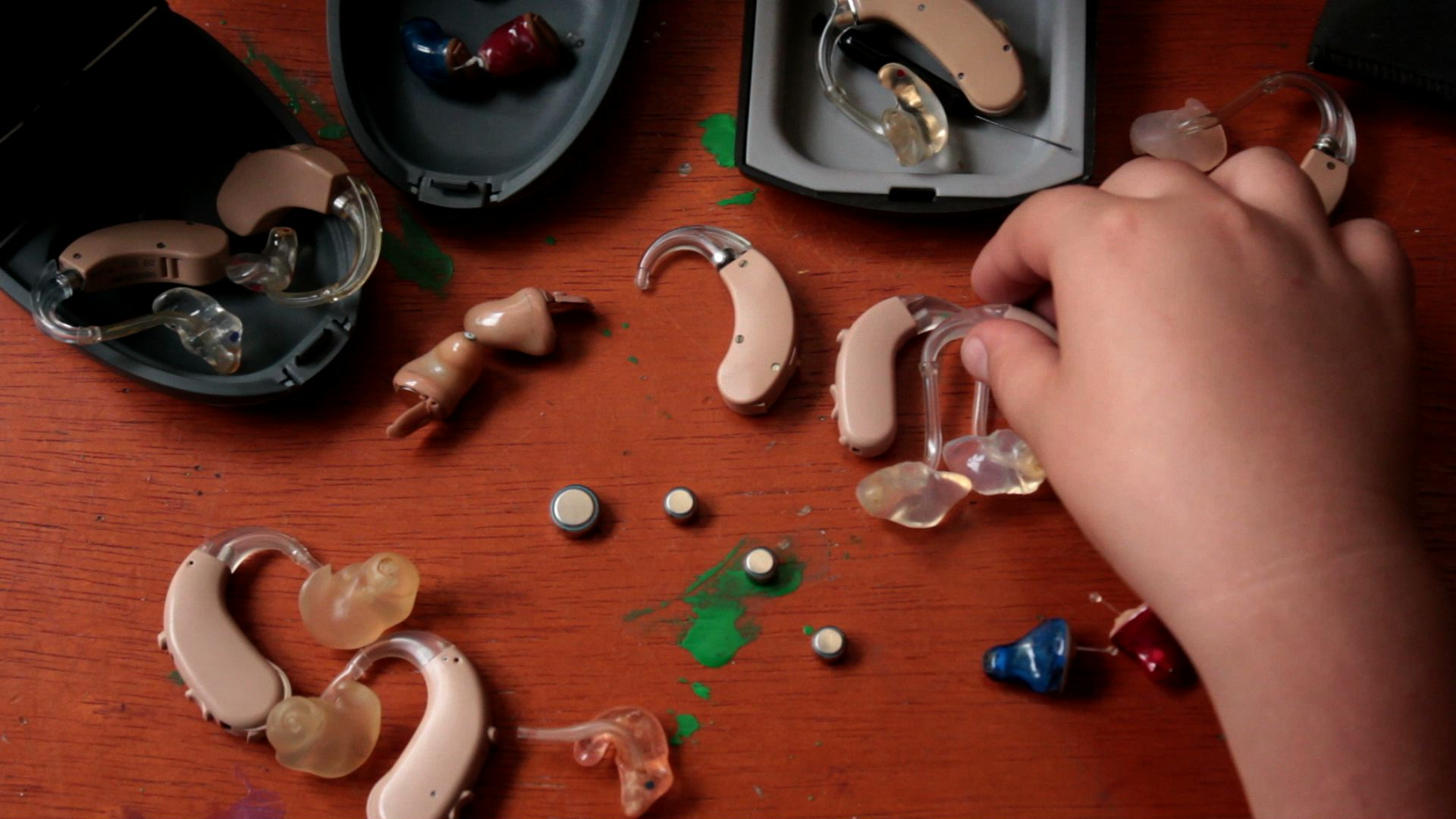
AASI (aparelho de amplificação sonora individual)

Os AASI (Aparelho de Amplificação Sonora Individual) passaram por um grande avanço tecnológico nos últimos anos, permitindo que a grande maioria dos indivíduos com perda auditiva se beneficiem com o uso da amplificação. O AASI auxilia na audibilidade para os sons principalmente nas situações de silêncio, porém, em ambientes ruidosos os desafios auditivos permanecem, havendo necessidade de tecnologias adicionais para otimizar a capacidade de comunicação desses indivíduos. A utilização do aparelho pode trazer uma série de benefícios para os usuários, desde que suas características sejam adequadamente selecionadas e ajustadas por um fonoaudiólogo, como interações sociais mais amplas, acessibilidade na comunicação e integração/inclusão em distintos espaços sociais.

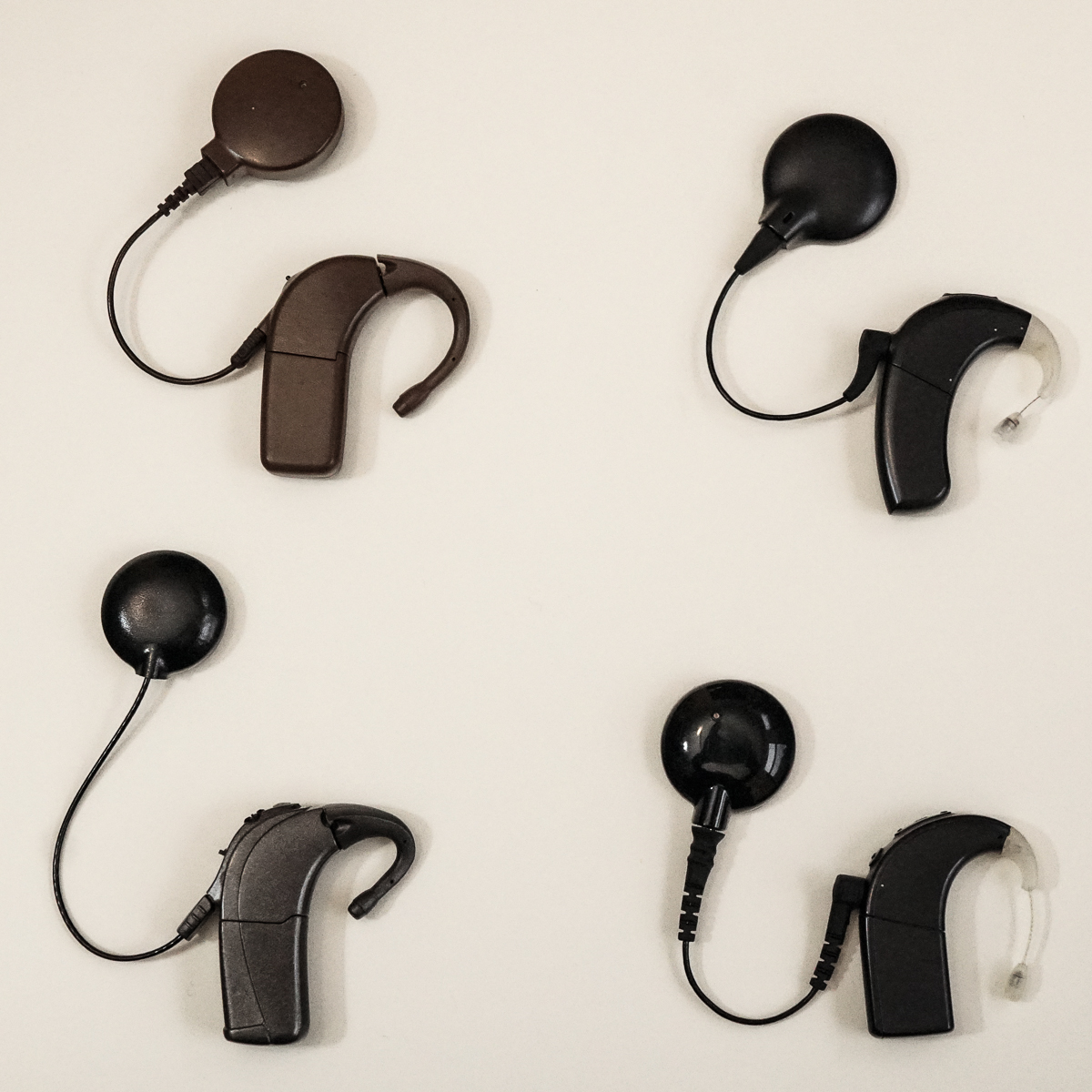
Implante coclear

O implante coclear (IC) permitiu que pessoas com deficiência auditiva de grau severo e/ou profundo conseguissem ter acesso ao mundo sonoro. É um dispositivo eletrônico biomédico, biocompatível e durável, desenvolvido para realizar a função das células ciliadas que estão danificadas ou ausentes, transformando a energia sonora em baixos níveis de corrente elétrica, de modo a proporcionar a estimulação elétrica das fibras remanescentes do nervo auditivo.

## Direitos da pessoa com deficiência auditiva no Brasil
A pessoa que possui deficiência auditiva possui direitos garantidos pela lei. Para ser destinatária desses direitos, é necessário o enquadramento nos critérios estabelecidos no Decreto n. 5.296 de 02 de dezembro de 2004 que garante direitos ao deficiente auditivo com perda bilateral, parcial ou total, de quarenta e um decibéis (dB) ou mais, aferida por audiograma nas frequências de 500 Hz, 1.000 Hz, 2.000 Hz e 3.000 Hz.
É importante observar que, atualmente, tramita pela Câmara dos Deputados um projeto de lei n. 23/2016 que possui como premissa que a deficiência auditiva é a limitação de longo prazo da audição, unilateral ou bilateral, parcial ou total, a qual, em interação com uma ou mais barreiras impostas pelo meio, obstrui a participação plena e efetiva da pessoa na sociedade, em igualdade de condições com as demais pessoas. Reforçamos que esse projeto de lei está tramitando, e ainda não está em vigor, portanto os deficientes auditivos unilaterais ainda não estão contemplados pela lei.
A pessoa com deficiência auditiva que se encaixa nos critérios citados anteriormente possui os direitos abaixo descritos:

### Lei do Passe Livre
A LEI Nº 8.899, DE 29 DE JUNHO DE 1994,  garante às pessoas portadoras de deficiência o direito a passagem gratuita no sistema de  transporte coletivo interestadual, desde que atenda aos critérios estabelecidos na Portaria GM nº 261, de 03/12/2012, publicada em 04/12/2012.

### Desconto de 50% em eventos culturais e esportivos
A pessoa com deficiência auditiva possui direito à desconto de 50% em eventos artísticos, de entretenimento, esportivos e culturais, inclusive com acompanhante quando necessário, sendo que este terá idêntico benefício no evento, garantia prevista pela Lei  12.933/2013.

### Aposentadoria especial
De acordo com a Lei Complementar 142/2013 os deficientes auditivos possuem direito à aposentadoria especial, o que significa que podem se aposentar mais cedo dependendo do grau de perda auditiva. Para alcançar tal direito, é necessário passar por perícia no INSS com o objetivo de averiguar qual a gravidade da perda.

### LIBRAS
Por meio da Lei 10.436/2002 ao deficiente auditivo é garantido o atendimento e o tratamento adequado às pessoas com deficiência auditiva em instituições públicas, empresas concessionárias, universidades e instituições de ensino.

### Ensino
O governo federal por meio do Decreto 6.094/2007 institui a implementação do Plano de Metas Compromisso Todos pela Educação para a colaboração entre Estados e Municípios com o objetivo de capacitar professores e outros profissionais na inclusão do deficiente auditivo, de forma a melhorar a qualidade da educação básica. Ainda com o mesmo objetivo, a Lei 11.096/2005 instituiu o Programa Universidade para Todos - PROUNI que estabelece aos deficientes auditivos prioridade para bolsas de estudo em cursos de graduação em instituições privadas